# Edelsmeedkunst

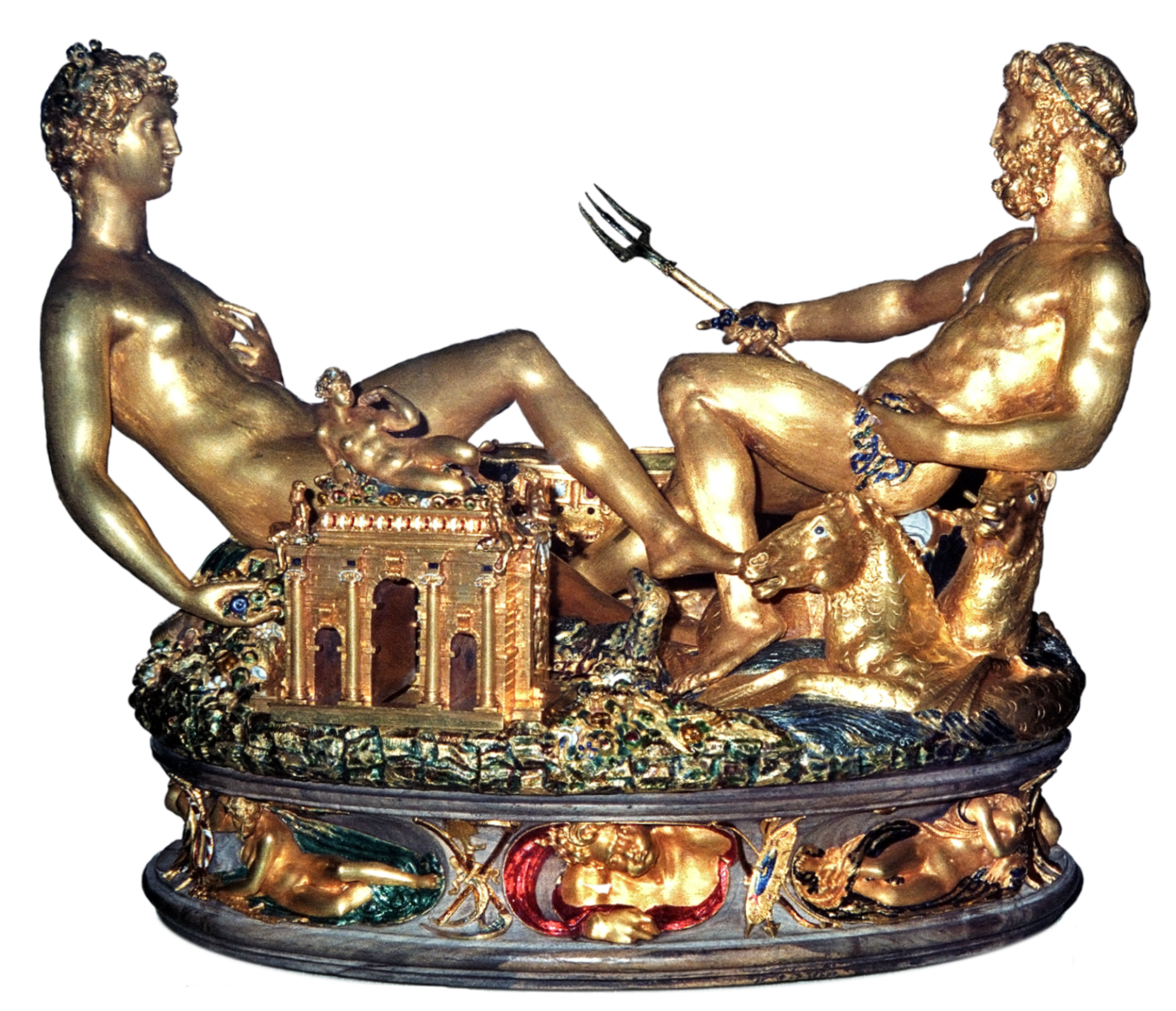
Benvenuto Cellini: Saliera (ca. 1540)

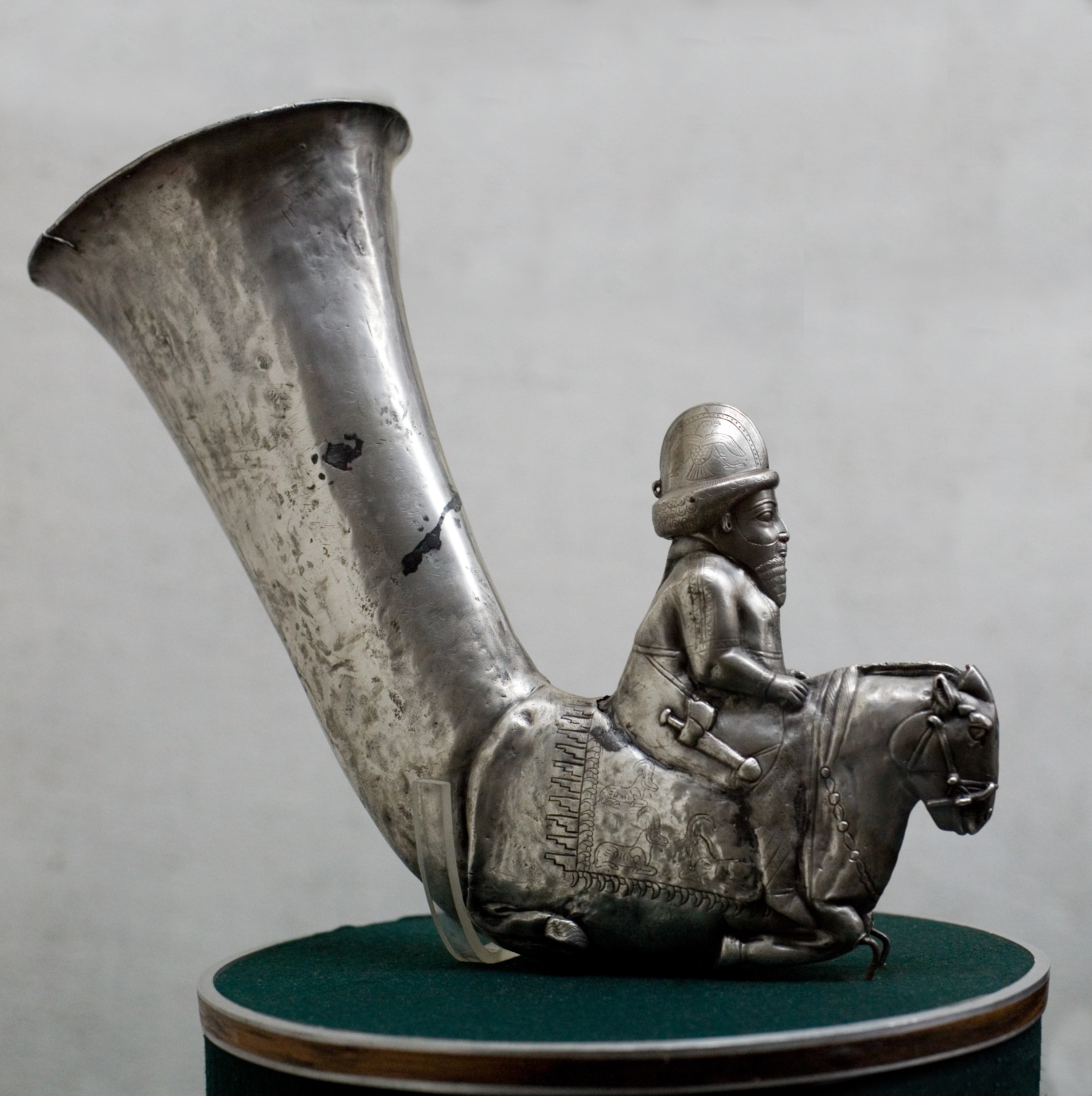
Scythische vuurbeker of goblet, Armenië

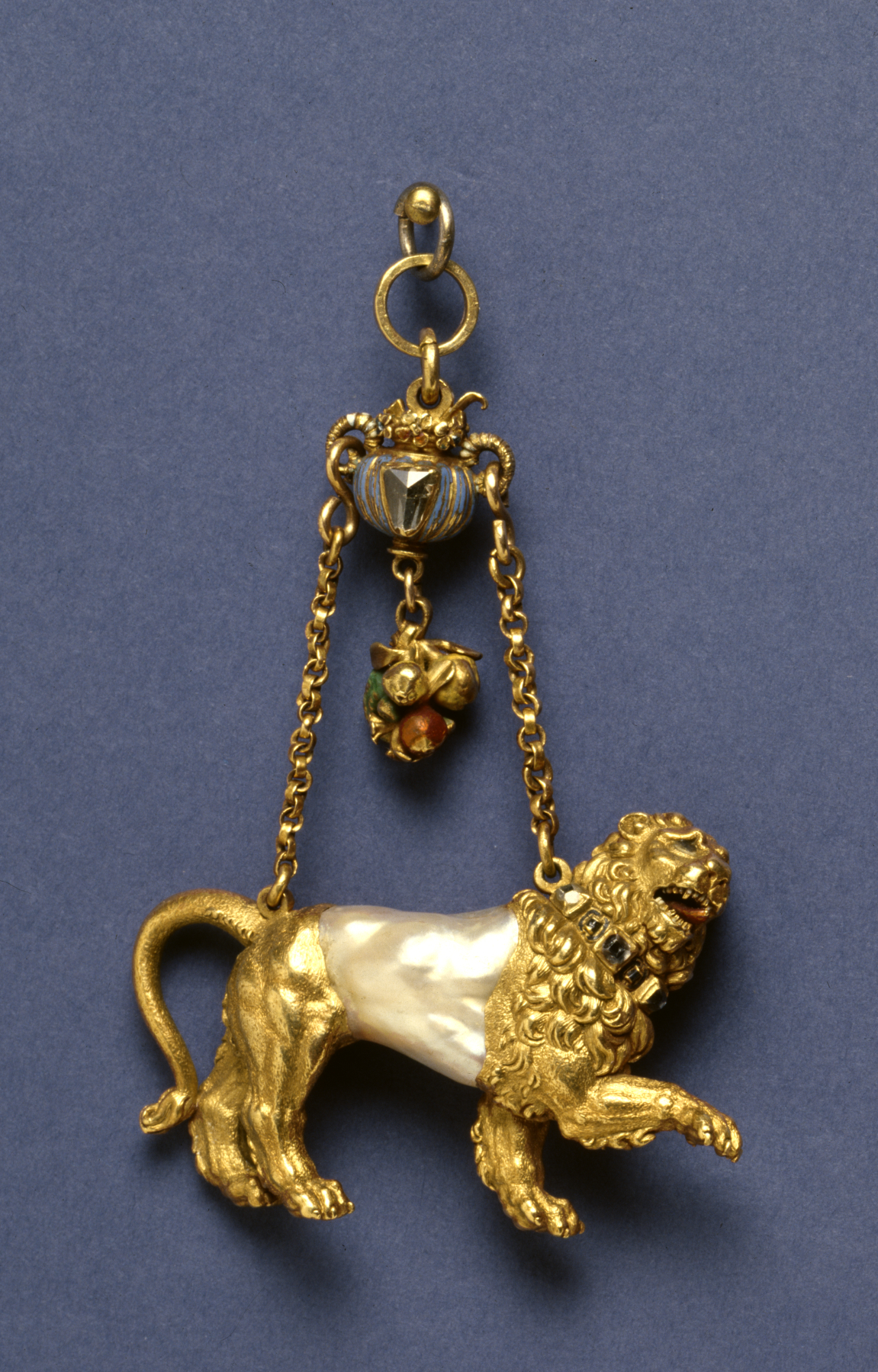
Vlaamse hanger met leeuw, 17e eeuw (Walters Art Museum)

Edelsmeedkunst is een kunstzinnig vak uitgeoefend door een goud- of zilversmid (ook wel edelsmid genoemd) en een categorische benaming voor de producten die binnen dit vakgebied gemaakt zijn.
De edelsmid is een metaalbewerker die is gespecialiseerd in het ontwerpen en vervaardigen van sieraden, kunst- en gebruiksvoorwerpen in edele metalen, zoals goud, zilver, platina en (meer recent) palladium en titanium. Moderne edelsmeden en juwelenontwerpers verwerken ook minder kostbare materialen als aluminium, roestvast staal, rubber, kunststof en textiel.

## Definities
De term 'edel' in edelsmeedkunst is een verwijzing naar de verwerkte materialen: "edel" betekent in die zin niet-corroderend. Het is tevens een verwijzing naar de extra dimensie van kunstzinnigheid die aan deze vorm van smeedkunst verbonden is. Voorwerpen die tot de edelsmeedkunst gerekend worden, zijn vaak versierd met edelstenen, zoals diamant, korund, opaal en toermalijn, maar ook met andere 'edele' materialen als email, koraal, jade en ivoor.
De termen goudsmid en zilversmid zeggen weinig over het materiaal waar de smid mee werkt. Een goudsmid maakt in principe sieraden en een zilversmid gebruiksvoorwerpen (zoals tafelzilver). Iemand die zilveren sieraden maakt, wordt dus in principe toch tot de goudsmeden gerekend. Omgekeerd kan een zilversmid gouden gebruiksvoorwerpen vervaardigen. Het onderscheid tussen beide beroepen is niet strikt. Zowel de producten van goud- als zilversmeden worden tot de edelsmeedkunst gerekend.
Het maken en bewerken van producten van edelsmeedkunst is arbeidsintensief. Een edelsmid bewerkt metalen met gespecialiseerde gereedschappen, waarbij meestal verhitting van het metaal noodzakelijk is. Voor sommige siervoorwerpen worden matrijzen gemaakt waarin vloeibaar gemaakte metalen worden gegoten.
Vaak zijn de creaties van een edelsmid uniek en om die reden relatief duur. Goedkope producten van edelsmeedkunst, verkregen door massaproductie en door gebruik van minderwaardige materialen, vormen in sommige gevallen een bedreiging voor het voortbestaan van ambachtelijke edelsmidsen.

## Geschiedenis
De edelsmeedkunst heeft een lange geschiedenis. Al vanaf het moment dat de mens leerde brons te gieten, ontstonden bronzen kunstvoorwerpen.
In de hoge middeleeuwen bereikte de edelsmeedkunst in christelijk Europa een hoogtepunt. Met name het prinsbisdom Luik, het Maasland en het Rijnland waren vanaf de 12e eeuw toonaangevend op dit gebied. De bronsgieter Reinier van Hoei slaagde er als één der eerste middeleeuwse kunstenaars in om vrijstaande beelden te creëren, die levensecht waren en vol expressie. Zijn doopvont in de Luikse Sint-Bartholomeüskerk is een van de hoogtepunten van Maaslandse kunstnijverheid en een van de "zeven wonderen van België". Andere Maaslandse edelsmeden als Nicolaas van Verdun en Hugo van Oignies bereikten in de 12e en 13e eeuw een zeer hoog niveau met hun kunstig vervaardigde reliekhouders, processiekruisen en andere kerkelijke siervoorwerpen, meestal vervaardigd van verguld koper of zilver en versierd met reliëfs, filigraanwerk, bruinvernis, niëllodecoraties, email champlevé, bergkristallen, edelstenen en (antieke) gemmen. Beroemde reliekschrijnen die in deze tijd tot stand kwamen zijn de Noodkist in Maastricht, het Onze-Lieve-Vrouweschrijn in Doornik, het Karelschrijn en het Mariaschrijn in Aken en het Driekoningenschrijn in Keulen.

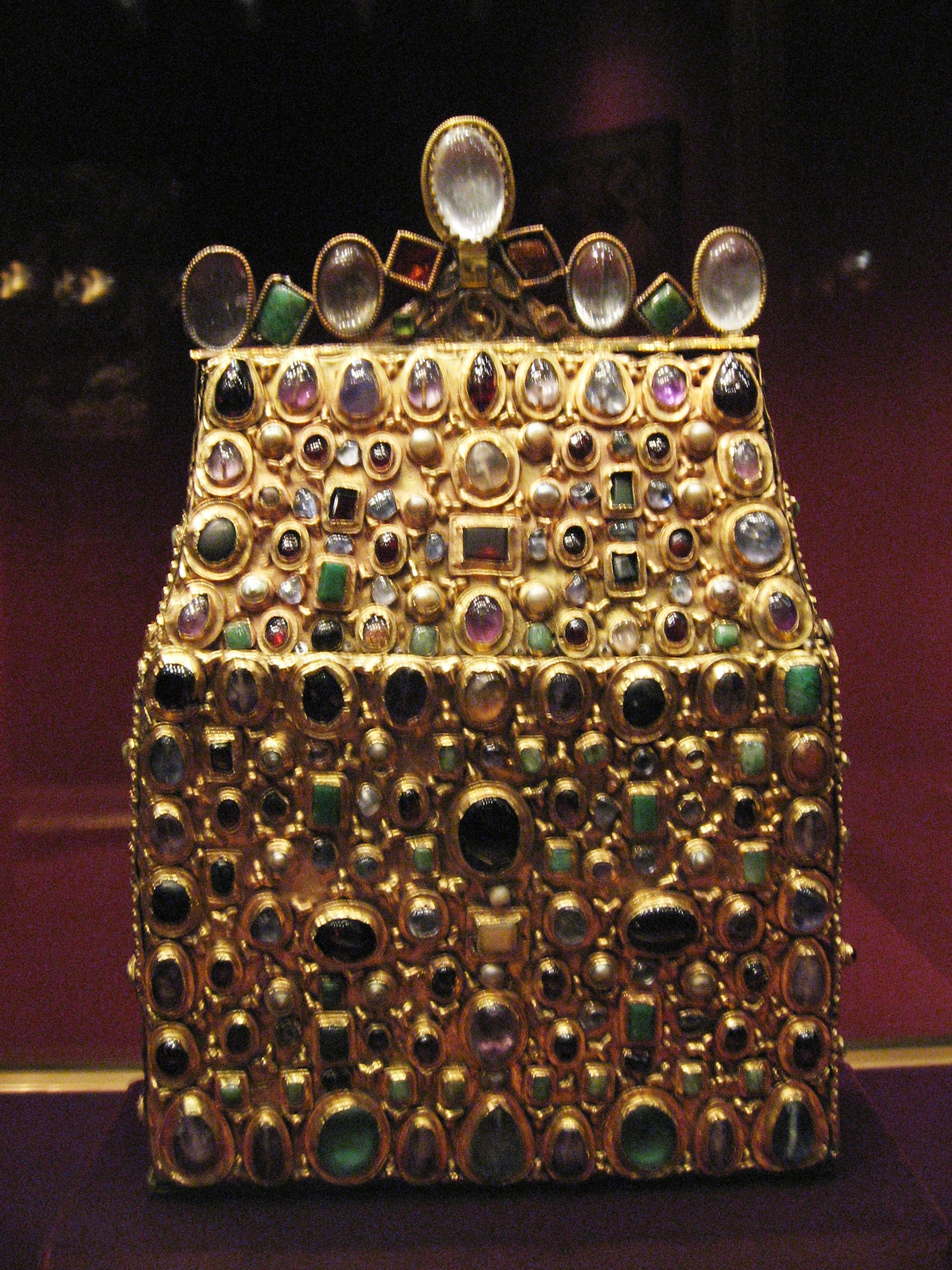
Stefanusbeurs, Wenen
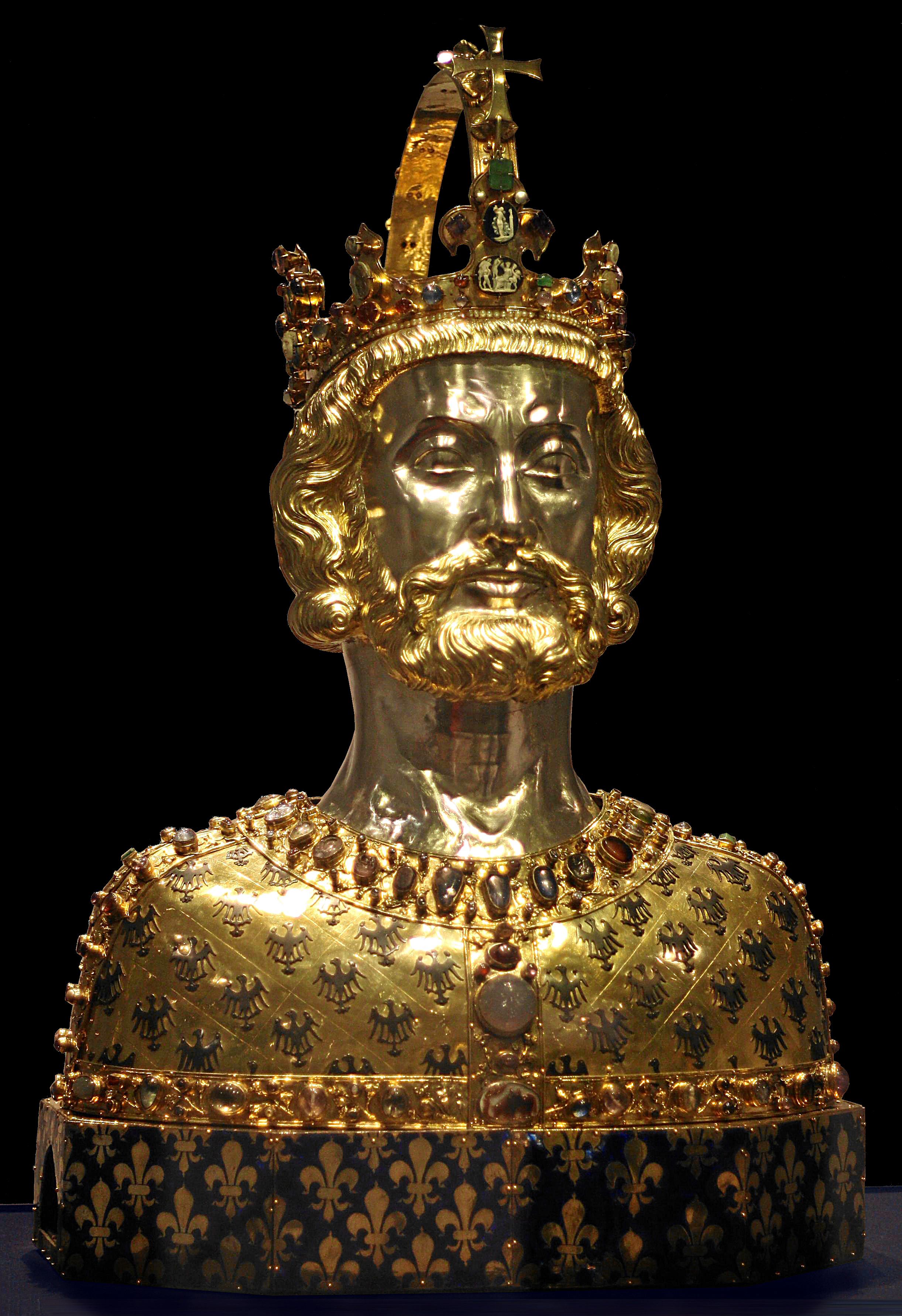
Karelsbuste, Aken
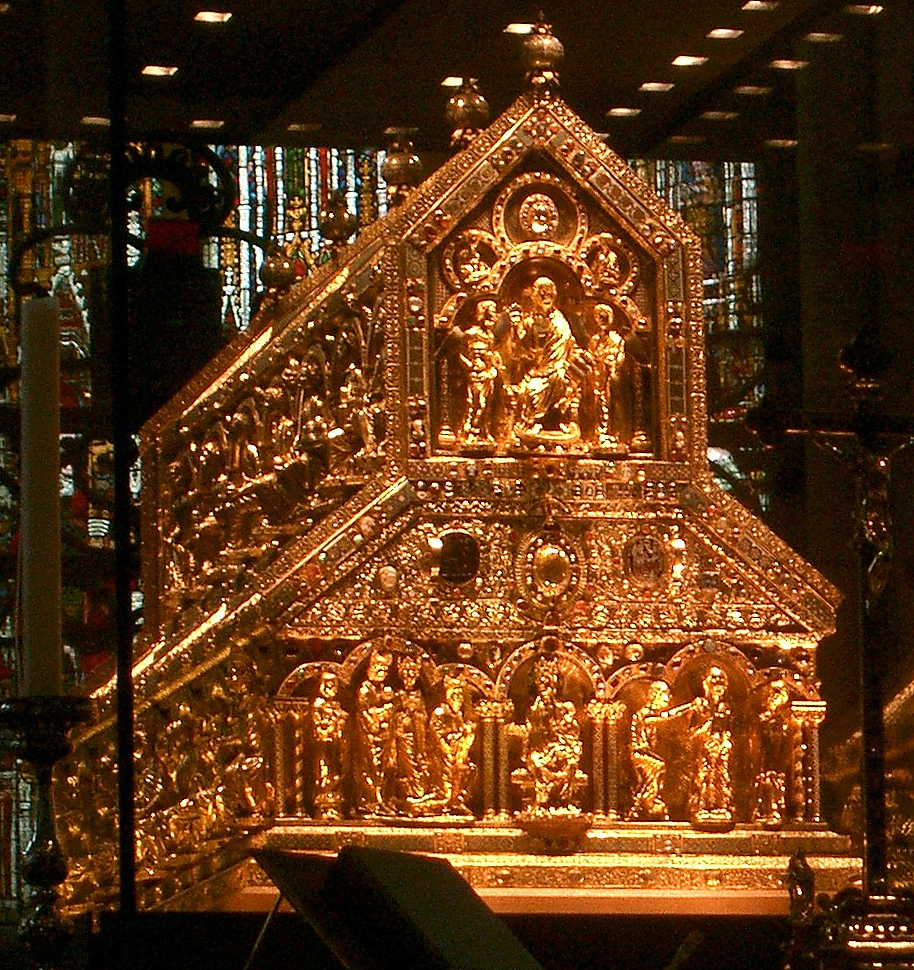
Driekoningenschrijn, Keulen
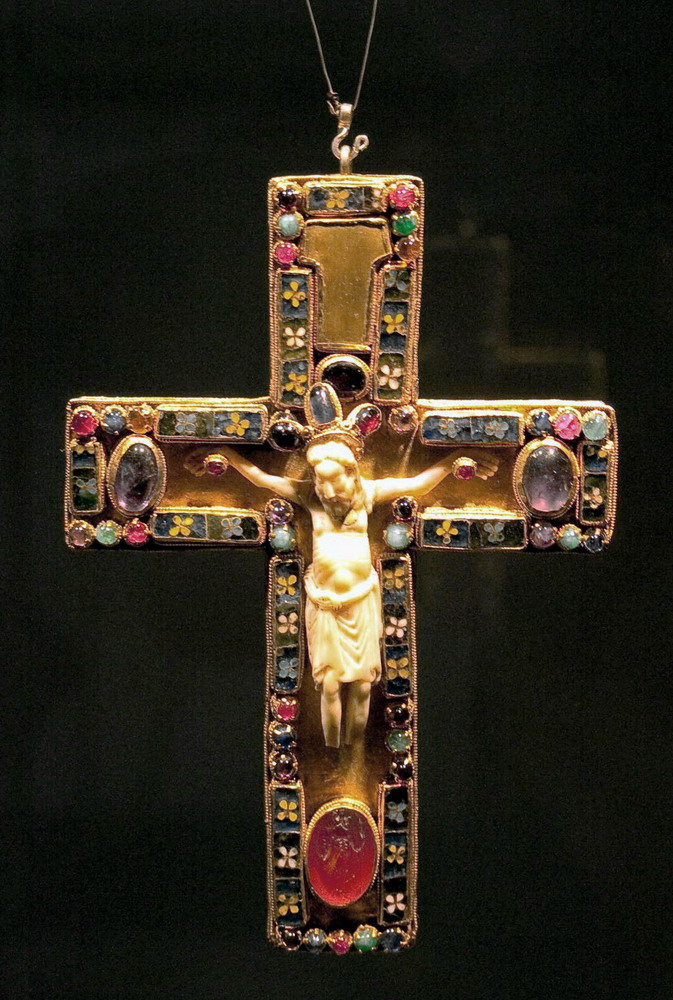
Borstkruis, Maastricht

De Maaslandse edelsmeedkunst beleefde rond 1500 een nabloei met de productie van geelkoper (in het Frans dinanderie genoemd naar de Belgische stad Dinant), met onder anderen de geelgieter Aert van Tricht.
In de late 19e en vroege 20e eeuw beleefde de kerkelijke edelsmeedkunst een nabloei. In België was de Gentse edelsmederij Bourdon toonaangevend; in Nederland was dat de Utrechtse edelsmidse Brom.
Enkele bekende hedendaagse edelsmeden in België zijn Nedda El-Asmar, Siegfried De Buck, Karen Hendrix, Philippe Wolfers en Katrin Wouters. In Nederland kunnen genoemd worden Hans Appenzeller, Gijs Bakker, Francoise van den Bosch, Paul Derrez, Jan Kriege, Emmy van Leersum, Ted Noten, Anneke Schat en Truike Verdegaal.
In Zwitserland was kunsthistorica Dora Fanny Rittmeyer een expert op het gebied van Zwitserse edelsmeedkunst.